# 杨小伟
杨小伟（1963年9月—），男，汉族，重庆人，中华人民共和国政治人物。早年在重庆市电信局、重庆市电信工程公司工作。曾任中国联合通信有限公司重庆分公司总经理、党委副书记、广东分公司总经理、党委副书记，中国联合通信有限公司董事、副总经理、党组成员，中国电信集团公司董事、副总经理、党组成员，董事、总经理、党组副书记，中央网络安全和信息化委员会办公室副主任、国家互联网信息办公室副主任。2021年8月，任国家广播电视总局副局长。2023年1月，当选第十四届全国政协教科卫体委员会副主任。同年12月卸任国家广播电视总局副局长。
2025年4月17日，因涉嫌严重违纪违法，接受中央纪委国家监委纪律审查和监察调查。4月29日，政协第十四届全国委员会第三十五次主席会议决定免去其政协第十四届全国委员会教科卫体委员会副主任职务，撤销其政协第十四届全国委员会委员资格，提请全国政协十四届常委会第十二次会议追认。
是中共二十大代表（中央和国家机关选举），第十四届全国政协委员（新闻出版界），中华全国新闻工作者协会第十届理事会副主席。